# Rudi Stephan

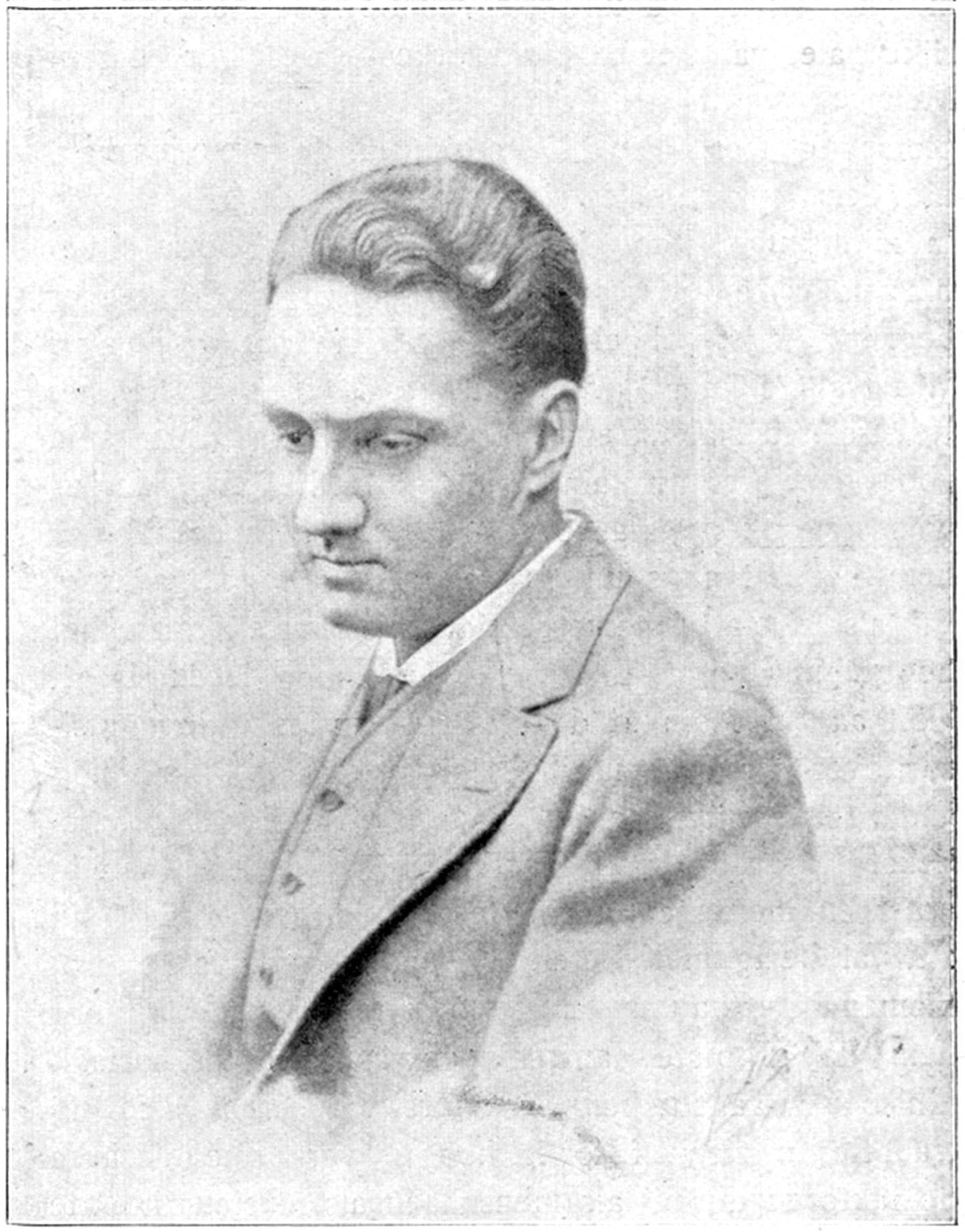
Rudi Stephan

Rudi Stephan, född 29 juli 1887, död 29 september 1915, var en lovande tysk kompositör som ansågs tillhöra en av de ledande talangerna i sin generation. Han dödades i strid under Första världskriget.

## Biografi
Stephan föddes i Worms, Storhertigdömet Hessen, som son till riksrådet och politikern Karl Stephan som även var ordförande för det lokala Richard Wagner-Verband. Stephan blev kompositionselev till Bernhard Sekles vid Hoch-Konservatoriet i Frankfurt am Main, och till Rudolf Louis i München, där han bosatte sig efter att ha fullgjort sina studier 1908. Han efterlämnade endast ett fåtal verk: hans förkärlek för tillspetsat neutrala titlar i stil med 'Musik för...' gjorde att han sågs som en föregångare för efterkrigstidens 'Nya sakligheten', men hans musik är i själva verket skriven i en hyper-expressiv sen-romantisk stil vilken mer av somliga har ansetts vara en sorts proto-Expressionism. Hans fader lyckades finansiera framförandet av några av hans tidiga verk, vilka först möttes av oförståelse, men premiären av hans Musik für Orchester (1912) i Worms blev ett kritikergenombrott. Han fullbordade sin enda opera, Die ersten Menschen, kort tid efter utbrottet av Första världkriget. Den fick sin premiär i Frankfurt fem år efter att Stephan hade dödats i strid av en rysk gevärskula nära Ternopil vid Galiziens gräns.
Hans kompletta bevarade orkesterverk spelades in av Melbourne Symphony Orchestra dirigerad av Oleg Caetani.

## Verk

### Orkesterverk
- (första) Musik für Orchester (1910)[5]
- Musik für Orchester (1912)
- Musik für Geige und Orchester (1911, rev. 1913)

### Klaver och kammarmusik
- Für Harmonium (Augusti 1907)
- Groteske für Geige und Klavier (1911)
- Musik für sieben Saiteninstrumente (1911)

### Opera
- Die ersten Menschen. Opera i två akter efter det "erotiska mysteriet" av Otto Borngräber (1914; Uruppfört postumt 1 juli 1920 i Frankfurt am Main; Dirigent: Ludwig Rottenberg)

### Sångröst med orkester
- Liebeszauber. Ballade för baryton och orkester efter Friedrich Hebbel (1913)

### Lieder
- Waldstille (1905)
- Waldnachmittag (1906)
- Auf den Tod einer jungen Frau (1906)
- Mitternacht (1907)
- Memento vivere (1907)
- Up de eensame Hallig für tiefe Singstimme und Klavier (1914)
- Zwei ernste Gesänge für Bariton und Klavier:
  - Am Abend (1914)
  - Memento vivere (1913)
- 6 Gedichte für Singstimme und Klavier aus dem Liederzyklus „Ich will dir singen ein Hohelied“. (1913–1914, uppfört. 1921)
- 7 Lieder für Singstimme und Klavier (1913–1914, uppfört. 1936)